# Tomta hagar
Tomta hagar är ett kommunalt naturreservat i Hallsbergs kommun i Örebro län.
Området är naturskyddat sedan 1984 och är 19 hektar stort. Reservatet består av hagmark med spridda träd, både barrträd och lövträd.